# Оганисян, Артур Робертович
Артур Робертович Оганисян (род. 1986) — российский самбист, бронзовый призёр чемпионата России 2009 года по боевому самбо, кандидат в мастера спорта России. Выступал в первой полусредней весовой категории (до 68 кг). Тренировался под руководством Г. Г. Кушнерика.

## Спортивные результаты
- Чемпионат России по боевому самбо 2009 года — ;